# Вестон (округ Марафон, Вісконсин)
Вестон (англ. Weston) — місто (англ. town) в США, в окрузі Марафон штату Вісконсин. Населення — 657 осіб (2020).

## Демографія
Згідно з переписом 2010 року, у місті мешкало 639 осіб у 228 домогосподарствах у складі 191 родини. Було 241 помешкання
Расовий склад населення:
| - 95,5 % — білих - 1,4 % — корінних американців - 1,3 % — азіатів - 0,2 % — чорних або афроамериканців |

До двох чи більше рас належало 1,3 %. Частка іспаномовних становила 1,4 % від усіх жителів.
За віковим діапазоном населення розподілялося таким чином: 25,2 % — особи молодші 18 років, 64,3 % — особи у віці 18—64 років, 10,5 % — особи у віці 65 років та старші. Медіана віку мешканця становила 40,2 року. На 100 осіб жіночої статі у місті припадало 105,5 чоловіків;  на 100 жінок у віці від 18 років та старших — 106,9 чоловіків також старших 18 років.
Середній дохід на одне домашнє господарство  становив 107 190 доларів США (медіана — 84 792), а середній дохід на одну сім'ю — 121 215 доларів (медіана — 92 344). Медіана доходів становила 58 750 доларів для чоловіків та 50 326 доларів для жінок. За межею бідності перебувало 1,6 % осіб, у тому числі 0,0 % дітей у віці до 18 років та 2,2 % осіб у віці 65 років та старших.
Цивільне працевлаштоване населення становило 375 осіб. Основні галузі зайнятості: освіта, охорона здоров'я та соціальна допомога — 20,3 %, виробництво — 19,2 %, роздрібна торгівля — 9,6 %, транспорт — 8,8 %.